# Тимофіївка (Калінінградська область)
Тимофіївка (рос. Тимофеевка) — селище Черняховського району, Калінінградської області Росії. Входить до складу Черняховського міського поселення.
Населення —  440 осіб (2015 рік). 

## Населення
| 2002 | 2010 |
| ---- | ---- |
| 575  | ↘440 |